# Clint Walker
Clint Walker, właśc. Norman Eugene Walker (ur. 30 maja 1927 w Hartford, zm. 21 maja 2018 w Grass Valley) – amerykański aktor filmowy i telewizyjny. Wystąpił roli kowboja Cheyenne’a Bodiego w serialu ABC Cheyenne (1955–63) i jako jeden z tytułowych dwunastu skazańców w filmie Roberta Aldricha Parszywa dwunastka (1967).
8 lutego 1960 otrzymał własną gwiazdę w Alei Gwiazd w Los Angeles znajdującą się przy 1505 Vine Street.

## Filmografia

### Filmy
- Dziesięcioro przykazań (1956) jako sardyński kapłan
- Złoto siedmiu świętych (1961) jako Jim Rainbolt
- Nie przysyłaj mi kwiatów (1964) jako Bert Power
- Najodważniejsi z wrogów (1965) jako kpt. Dennis Bourke
- Parszywa dwunastka (1967) jako Samson Posey
- Bardziej martwy niż żywy (1968) jako Cain
- Wielki skok na bank (1969) jako Ben Quick
- Sam Whiskey (1969) jako O.W. Bandy
- Pancho Villa (1972) jako Scotty
- Killdozer (1974) jako Lloyd Kelly
- Biały bizon (1977) jako Jack Kileen
- Mali żołnierze (1998) – Nick Nitro (głos)

### Seriale
- 1955-63: Cheyenne jako Cheyenne Bodie
- 1983: Statek miłości jako Bill
- 1993: Żar tropików jako „Śmiertelne oko” Dixon
- 1995: Legendy Kung Fu jako Cheyenne Bodie